# Œuvre de secours aux enfants
L’Œuvre de secours aux enfants (OSE) est une association destinée au secours des enfants et à l'assistance médicale aux Juifs persécutés. Elle a secouru plusieurs milliers d'enfants juifs pendant la Seconde Guerre mondiale.

## Histoire
L'ancêtre de l’OSE est créée en 1912 à Saint-Pétersbourg (Empire russe), essentiellement par des médecins, pour aider les populations juives défavorisées. Elle se nomme alors Société pour la protection sanitaire de la population juive, en russe Общество Здравоохранения Евреев (Obshchetsvo Zdravookhraneniya Yevreyiev), en abrégé ОЗЕ (OZE).
En 1923, l'union OZE fédère 30 200 membres de 101 sections réparties en France, en Angleterre, aux États-Unis et en Europe de l'Est. Albert Einstein en devient le président d'honneur. L'organisation se nomme alors Union OSE des sociétés pour la protection des populations juives ou, en anglais, OSE World Union.
En 1933, l'OSE fuit le nazisme et se réfugie en France, où elle devient l'Œuvre de secours aux enfants, OSE ; son siège est resté depuis lors à Paris. Elle est obtient le statut d'association 1901 le 8 août de la même année mais souhaite conserver son caractère international. Un comité d'honneur facilite le soutien de l'élite gouvernementale, présidé notamment par Justin Godart, même s'il n'intervient pas directement dans le fonctionnement de l'organisation. Celle-ci ouvre ses premières maisons en région parisienne pour accueillir les enfants juifs fuyant l'Allemagne et l'Autriche, puis très vite les enfants résidant en France. Lors des années 1930, une délégation fixée à Genève pour la coordination des activités internationales tandis que le comité parisien instaure OSE-France.
Sous l'Occupation allemande, le centre 24 de l'Union générale des israélites de France (UGIF) se trouve 78 avenue des Champs-Élysées (Paris) ; bien qu'officiellement dissoute au sein de l'UGIF, l'OSE y conserve son « appendice administratif » pour la zone occupée.
Restée à Paris autour d'Eugène Minkowski, une partie de l'OSE crée un réseau de patronages qui traversera toute la Seconde Guerre mondiale. Ses maisons d'enfants hébergent jusqu'à 1 349 enfants au printemps 1942. L'OSE participe à la mise en place du dispositif d'émigration de 311 enfants juifs vers les États-Unis via Lisbonne. À partir des rafles de l'été 1942, notamment la rafle du Vélodrome d'Hiver, quand Minkowski donne comme mot d'ordre « Sauvons les enfants et dispersons-les », l'OSE organise clandestinement le sauvetage des enfants menacés de déportation et en sauve plus de 5 000. Ce réseau prend ensuite le nom de « Circuit Garel » quand Georges Garel en prend la direction.
À la Libération de la France en 1945, l'OSE est chargée de plus de 2 000 enfants devenus orphelins, dont 426 rescapés du camp de Buchenwald, hébergés à la maison d'Écouis. L'une de ses missions est également de retrouver et d'identifier les enfants dispersés et de les renvoyer vers leurs familles si possible.
De 1945 à 1958, l'OSE se restructure en édifiant un service social d'aide destiné aux familles israélites nécessiteuses. Dans les années 1960, l'OSE perpétue sa mission d'accueil et de protection sanitaire des populations juives en difficulté en prenant en charge les enfants exilés d'Égypte et d'Afrique du Nord ainsi que leurs familles.
L'entrée du service social de l’OSE dans le milieu ouvert, par distinction avec les internats, s'est d'abord effectuée à titre expérimental entre 1955 et 1957, avant les réformes de 1958-1959. L'assistante sociale Vivette Samuel construit un service précurseur dans ce domaine.
L'action actuelle de l'OSE repose sur trois pôles :
- l’accueil médical dans plusieurs centres ;
- l’enfance (placement familial, maisons d’enfants) ;
- la mémoire (Mémoire et Histoire, Écoute Mémoire).

Association régie par la loi de 1901, l'OSE est reconnue d’utilité publique depuis 1951. En 2017, dans le cadre des Grands Prix des Fondations de l'Institut de France, elle reçoit avec deux autres associations le prix humanitaire Louis D..

## Personnalités recueillies par l'OSE
- Martin Axelrad, militant bordiguiste français
- Élie Buzyn, chirurgien français
- Saul Friedländer, historien israélien
- Ivan Levaï, journaliste français
- Israel Meir Lau, Grand rabbin d'Israël
- Popeck, humoriste français
- Elie Wiesel, prix Nobel de la paix[14]

## Maisons d'enfants refuges
- Château de Chabannes
- Château de Chaumont (La Serre-Bussière-Vieille)
- Château du Masgelier
- Château de Montintin
- Château de Laversine
- Maison d'Enfants de Broût-Vernet
- Le village d'Izieu
- Les enfants de la Guette

### Filmographie
- Jacqueline et les enfants de Montintin, docu-slamé réalisé par Fabrice Garcia-Carpintero, création des collégiens de Saint-Germain-les-Belles en hommage à Jacqueline Bayle, employée du château de Montintin ayant sauvé des centaines d'enfants juifs.
- Le Voyage de Fanny, film, la fuite d'une groupe d'enfants vers la Suisse 1944, par la témoin de l'époque Fanny Ben-Ami
- Le téléfilm La Dame d'Izieu consacré aux destins de Sabine Zlatin et de Léa Feldblum.
- La Maison de Nina